# 生母村
生母村（せいぼむら）は、昭和30年（1955年）まで岩手県東磐井郡にあった村。現在の奥州市前沢生母にあたる。

## 地理
- 河川：北上川

## 沿革
- 明治22年（1889年）4月1日 - 町村制施行にともない、赤生津村と母体村が合併して生母村が発足。
- 昭和30年（1955年）4月1日 - 胆沢郡前沢町・古城村・白山村と合併し、新制の胆沢郡前沢町となる。

## 行政
- 歴代村長

| 代     | 氏名         | 就任                       | 退任                       | 備考 |
| ------ | ------------ | -------------------------- | -------------------------- | ---- |
| 1      | 鈴木文三郎   | 明治22年（1889年）4月      | 明治26年（1893年）3月      |      |
| 2      | 佐々木正助   | 明治26年（1893年）4月      | 明治27年（1894年）3月      |      |
| 3      | 鈴木文三郎   | 明治27年（1894年）4月      | 明治30年（1897年）3月      | 再任 |
| 4      | 千葉勝治     | 明治30年（1897年）4月      | 明治32年（1899年）8月      |      |
| 5      | 森萩千代人   | 明治32年（1899年）8月24日  | 明治35年（1902年）5月      |      |
| 6      | 藤倉篤治郎   | 明治35年（1902年）5月29日  | 明治36年（1903年）2月      |      |
| 7〜8   | 佐々木儀之助 | 明治36年（1903年）3月      | 明治41年（1908年）3月      |      |
| 9      | 千田総之進   | 明治41年（1908年）4月26日  | 明治44年（1911年）1月      |      |
| 10     | 佐々木儀之助 | 明治44年（1911年）2月9日   | 大正元年（1912年）12月     | 再任 |
| 11     | 鈴木守一     | 大正2年（1913年）1月20日   | 大正3年（1914年）10月      |      |
| 12     | 鈴木恒       | 大正3年（1914年）11月5日   | 大正4年（1915年）9月       |      |
| 13     | 千田総之進   | 大正4年（1915年）10月9日   | 大正7年（1918年）1月       | 再任 |
| 14〜15 | 菊地良治     | 大正7年（1918年）1月24日   | 大正12年（1923年）2月      |      |
| 16     | 安部精蔵     | 大正12年（1923年）3月27日  | 昭和2年（1927年）3月26日   |      |
| 17     | 三浦準平     | 昭和2年（1927年）4月13日   | 昭和6年（1931年）4月12日   |      |
| 18     | 安部精蔵     | 昭和6年（1931年）5月20日   | 昭和10年（1935年）5月19日  | 再任 |
| 19     | 菊地良治     | 昭和10年（1935年）5月26日  | 昭和14年（1939年）5月25日  | 再任 |
| 20     | 千葉正市郎   | 昭和14年（1939年）5月30日  | 昭和18年（1943年）5月29日  |      |
| 21     | 菊地良治     | 昭和18年（1943年）7月23日  | 昭和20年（1945年）3月26日  | 三任 |
| 22     | 安部精蔵     | 昭和20年（1945年）3月27日  | 昭和21年（1946年）10月28日 | 三任 |
| 23     | 佐々木主計   | 昭和21年（1946年）12月21日 | 昭和22年（1947年）3月25日  |      |
| 24〜25 | 大石茂       | 昭和22年（1947年）4月5日   | 昭和30年（1955年）3月31日  |      |